# Annemarie Ohler
Annemarie Ohler (* 11. Februar 1960 in Vorchdorf) ist eine österreichische Herpetologin und Professorin am Muséum national d’histoire naturelle.

## Leben
Nach dem Abschluss der Höheren Internatsschule des Bundes im Schloss Traunsee, Oberösterreich, studierte Ohler Zoologie, Botanik und Biochemie an der Universität Wien, wo sie 1987 mit einer Dissertation über die Larvalentwicklung beim Teichfrosch (Pelophylax kl. esculentus), einer hybridogenetischen Hybride aus dem Formenkomplex der Wasserfrösche (Pelophylax), zum Doktor der Philosophie promoviert wurde. Während ihrer Studienzeit hatte sie einen einjährigen Forschungsaufenthalt an der Université Pierre et Marie Curie in Paris, wo sie die experimentelle Embryologie studierte. 1988 erwarb sie das Diplôme d’études approfondies (DEA) an der Universität Paris VII. Seit 2008 ist sie Professorin am Labor für Reptilien und Amphibien am Muséum national d’histoire naturelle.
Ohler ist Spezialistin für die Familien der Asiatischen Krötenfrösche (Megophryidae) und der Echten Frösche (Ranidae), insbesondere für Arten aus dem tropischen Asien und Afrika. Sie arbeitet international mit Wissenschaftlern aus Südostasien zusammen und setzt sich gemeinsam mit internationalen Organisationen für den Schutz von Amphibienarten ein. Ohlers Bibliographie umfasst mehr als hundert Fachartikel.
2015 veröffentlichte sie gemeinsam mit Alain Dubois das Kinderbuch La vie des grenouilles und 2017 ebenfalls mit Dubois das Werk Évolution, extinction: le message des grenouilles.

## Erstbeschreibungen von Annemarie Ohler
Ohler war an den Erstbeschreibungen von folgenden Familien, Gattungen und Arten beteiligt:
- Allopaa Ohler & Dubois, 2006
- Aubria masako Ohler & Kazadi, 1990
- Chrysopaa Ohler & Dubois, 2006
- Cyrtodactylus buchardi David, Teynié & Ohler, 2004
- Duttaphrynus totol (Ohler, 2010)
- Fejervarya iskandari Veith, Kosuch, Ohler & Dubois, 2001
- Fejervarya sahyadris (Dubois, Ohler & Biju, 2001)
- Gracixalus Delorme, Dubois, Grosjean & Ohler, 2005
- Hylarana faber (Ohler, Swan & Daltry, 2002)
- Lankanectes Dubois & Ohler, 2001
- Leptobrachium buchardi Ohler, Teynié & David, 2004
- Leptodactylodon blanci Ohler, 1999
- Leptolalax pluvialis Ohler, Marquis, Swan & Grosjean, 2000
- Tanzfrösche (Micrixalidae) Dubois, Ohler & Biju, 2001
- Nanorana rarica (Dubois, Matsui & Ohler, 2001)
- Ophryophryne gerti Ohler, 2003
- Ophryophryne hansi Ohler, 2003
- Grafscher Hybridfrosch (Pelophylax kl. grafi) (Crochet, Dubois, Ohler & Tunner, 1995)
- Philautus cardamonus Ohler, Swan & Daltry, 2002
- Ptychadena pujoli Lamotte & Ohler, 1997
- Rhacophorus duboisi Ohler, Marquis, Swan & Grosjean, 2000
- Rhacophorus kio Ohler & Delorme, 2006
- Rhacophorus laoshan Mo, Jiang, Xie & Ohler, 2008
- Rhacophorus suffry Bordoloi, Bortamuli & Ohler, 2007
- Xenophrys auralensis (Ohler, Swan & Daltry, 2002)